# Egoitz Murgoitio
Egoitz Murgoitio Recalde (* 7. August 1983 in Abadiño) ist ein ehemaliger spanischer Radrennfahrer.

## Werdegang
1999 wurde Murgoitio spanischer Meister im Cyclocross der Jugend-Klasse und 2003 in der U23-Klasse. Auf der Straße gewann er 2006 eine Etappe bei der Vuelta a Ávila und wurde dort auch Dritter der Gesamtwertung. Daraufhin fuhr er 2007 für das spanische Continental Team Grupo Nicolás Mateos. Zwischen 2010 und 2013 gewann er insgesamt neun Crossennen des internationalen Kalenders und wurde 2012 und 2013 spanische Vizemeister der Crosselite
Im Januar 2014 erklärte Murguoitio seine Karriere für beendet, 2015 kehrte der damals 32-jährige Baske dann aber wieder zurück und startete beim Ciclocross de Abadiño.

## Erfolge – Cyclocross
1999
- Spanischer Meister (Jugend)

2003
- Spanischer Meister (U23)

2004
- Spanischer Vize-Meister (U23)

2010/11
- Cyclocross de Karrantza, Karrantza
- Trofeo Ayuntamiento de Muskiz, Muskiz
- Ispasterko Udala Sari Nagusia, Ispaster

2011/12
- Cyclocross de Karrantza, Karrantza
- Trofeo Ayuntamiento de Muskiz, Muskiz
- Ispasterko Udala Sari Nagusia, Ispaster
- Asteasuko Ziklo-Krossa, Asteasu
- Spanischer Vize-Meister

2012/13
- Asteasuko Ziklo-Krossa, Asteasu
- Spanischer Vize-Meister

2013/14
- International Cyclocross Finančné Centrum, Udiča-Prosné